# Chupiquiña
Le Chupiquiña  est un volcan à la frontière entre le sud du Pérou et le nord du Chili (zone volcanique centrale des Andes). Il est situé à cheval sur la région de Tacna et celle d'Arica et Parinacota, à proximité immédiate du volcan chilien Tacora. Il culmine à 5 788 mètres d'altitude. Des mines de soufre sont exploitées entre le Chupiquiña et le Tacora.